# Associazione Sportiva Martina 1985-1986
Questa pagina raccoglie le informazioni riguardanti l 'Associazione Sportiva Martina nelle competizioni ufficiali della stagione 1985-1986.

## Rosa
| N. |                   | Ruolo | Calciatore           |
| -- | ----------------- | ----- | -------------------- |
|    | Italia (bandiera) | A     | Antonio Arena        |
|    | Italia (bandiera) | D     | Roberto Bortolussi   |
|    | Italia (bandiera) | C     | Davide Castagna      |
|    | Italia (bandiera) | A     | Vincenzo Corrente    |
|    | Italia (bandiera) | C     | Andrea De Comite     |
|    | Italia (bandiera) | C     | Muzio Di Venere      |
|    | Italia (bandiera) |       | Gasparo              |
|    | Italia (bandiera) |       | Marangi              |
|    | Italia (bandiera) | A     | Manuel Marini        |
|    | Italia (bandiera) | A     | Antonio Montanaro    |
|    | Italia (bandiera) | D     | Guglielmo Monteleone |

| N. |                   | Ruolo | Calciatore           |  |
| -- | ----------------- | ----- | -------------------- |  |
|    | Italia (bandiera) | A     | Cosimo Noci          |  |
|    | Italia (bandiera) | D     | Armando Pellegrini   |  |
|    | Italia (bandiera) | P     | Nicola Petrullo      |  |
|    | Italia (bandiera) | C     | Giacomo Pettinicchio |  |
|    | Italia (bandiera) | C     | Cosimo Presicci      |  |
|    | Italia (bandiera) | D     | Carlo Prete          |  |
|    | Italia (bandiera) | P     | Antonio Rocci        |  |
|    | Italia (bandiera) | A     | Antonio Tripepi      |  |
|    | Italia (bandiera) | D     | Antonio Viccari      |  |
|    | Italia (bandiera) | C     | Francesco Villirillo |  |

## Risultati

### Campionato

#### Girone di andata
| 22 settembre 1985 1ª giornata | Potenza | 0 – 1 | Martina |  |

| 29 settembre 1985 2ª giornata | Martina | 1 – 0 | Aesernia |  |

| 6 ottobre 1985 3ª giornata | Foligno | 0 – 2 | Martina |  |

| 13 ottobre 1985 4ª giornata | Martina | 1 – 0 | Fidelis Andria |  |

| 20 ottobre 1985 5ª giornata | Angizia Luco | 1 – 4 | Martina |  |

| 27 ottobre 1985 6ª giornata | Martina | 1 – 0 | Sassuolo |  |

| 3 novembre 1985 7ª giornata | Forlì | 2 – 1 | Martina |  |

| 10 novembre 1985 8ª giornata | Martina | 1 – 0 | Civitanovese |  |

| 17 novembre 1985 9ª giornata | Pro Italia Galatina | 1 – 0 | Martina |  |

| 24 novembre 1985 10ª giornata | Martina | 2 – 1 | Matera |  |

| 1º dicembre 1985 11ª giornata | Ravenna | 0 – 0 | Martina |  |

| 8 dicembre 1985 12ª giornata | Martina | 1 – 0 | Giulianova |  |

| 15 dicembre 1985 13ª giornata | Cesenatico | 1 – 3 | Martina |  |

| 22 dicembre 1985 14ª giornata | Martina | 0 – 0 | Jesi |  |

| 5 gennaio 1986 15ª giornata | Maceratese | 0 – 0 | Martina |  |

| 12 gennaio 1985 16ª giornata | Martina | 3 – 1 | Teramo |  |

| 19 gennaio 1986 17ª giornata | Francavilla | 1 – 1 | Martina |  |

#### Girone di ritorno
| 26 gennaio 1986 18ª giornata | Martina | 1 – 0 | Edilpotenza |  |

| 2 febbraio 1986 19ª giornata | Aesernia | 0 – 0 | Martina |  |

| 9 febbraio 1986 20ª giornata | Martina | 0 – 0 | Foligno |  |

| 16 febbraio 1986 21ª giornata | Fidelis Andria | 2 – 1 | Martina |  |

| 23 febbraio 1986 22ª giornata | Martina | 1 – 0 | Angizia Luco |  |

| 2 marzo 1986 23ª giornata | Sassuolo | 2 – 1 | Martina |  |

| 9 marzo 1986 24ª giornata | Martina | 2 – 1 | Forlì |  |

| 23 marzo 1986 25ª giornata | Civitanovese | 0 – 0 | Martina |  |

| 29 marzo 1986 26ª giornata | Martina | 1 – 1 | Pro Italia Galatina |  |

| 6 aprile 1986 27ª giornata | Matera | 2 – 0 | Martina |  |

| 13 aprile 1986 28ª giornata | Martina | 4 – 2 | Ravenna |  |

| 20 aprile 1986 29ª giornata | Giulianova | 0 – 1 | Martina |  |

| 4 maggio 1986 30ª giornata | Martina | 3 – 1 | Cesenatico |  |

| 11 maggio 1986 31ª giornata | Jesi | 1 – 0 | Martina |  |

| 18 maggio 1986 32ª giornata | Martina | 1 – 0 | Maceratese |  |

| 25 maggio 1986 33ª giornata | Teramo | 2 – 1 | Martina |  |

| 1º giugno 1986 34ª giornata | Martina | 0 – 0 | Francavilla |  |